# Neoapolorryia
Neoapolorryia är ett släkte av spindeldjur som beskrevs av El-Bagoury och Momen 1990. Neoapolorryia ingår i familjen Tydeidae.
Släktet innehåller bara arten Neoapolorryia kristinae.